# Carmen Guaita
Pour les articles homonymes, voir Guaita.
Carmen Guaita Fernández (Cadix, 1960) est une professeur et femme de lettres espagnole.

## Biographie
Elle étudia la philosophie et travaille au collège San Miguel à Madrid. Elle est membre de quelques associations sur l'arbitrage et sur la déontologie et de l'ONG Delwende, qui s'occupe des projets éducatifs. 
Elle collabore aussi avec différents media comme INED 21. 

## Œuvres
- Los amigos de mis hijos (2007)
- Contigo aprendí (2008)
- Desconocidas, una geometría de las mujeres (2009)
- La flor de la esperanza (2010)
- Memorias de la pizarra (2012)
- Cartas para encender linternas (2012)
- Jilgueros en la cabeza (2015)
- Encuentros:Reflexiones y parábolas (2017)
- Todo se olvida (2019)